# Орховичі
Орхо́вичі — село в Україні, у Самбірському районі Львівської області. Населення становить 248 осіб. Орган місцевого самоврядування — Рудківська міська рада.

## Відомі мешканці

### Народились
- Федевич Іван — український громадсько-політичний діяч Турківщини, греко-католицький священник.